# Rally Maspalomas
El Rally Maspalomas es una prueba de rally que se disputa desde 1974 en la Isla de Gran Canaria. Fue puntuable para el Campeonato de Europa en 1981 y el Campeonato de España de 1977 a 1981. La prueba la lleva a cabo la Escudería Maspalomas y actualmente es puntuable para el Campeonato de Asfalto de Las Palmas.

## Palmarés
| Año    | Edición                | Piloto                 | Copiloto                 | Vehículo                  | Series      |
| ------ | ---------------------- | ---------------------- | ------------------------ | ------------------------- | ----------- |
| 1974   | 1.º Rally Maspalomas   | Jesús Iglesias         | Femando Ley              | Fiat Abarth 124 Rally     |             |
| 1975   | 2.º Rally Maspalomas   | Femando Lezama         | Cados Trabado            | SEAT 1430-1600            |             |
| 1976   | 3.º Rally Maspalomas   | Femando Lezama         | José M. Abans            | Ford Escort RS1800        |             |
| 1977   | 4.º Rally Maspalomas   | Ángel Dávila           | José Ortega              | BMW 2002 ti Alpina        | España      |
| 1978   | 5.º Rally Maspalomas   | Antonio Zanini         | Juan José Petisco        | Fiat 131 Abarth           | España      |
| 1979   | 6.º Rally Maspalomas   | Jorge de Bagration     | Nuria Llopis             | Lancia Stratos            | España      |
| 1980   | 7.º Rally Maspalomas   | Medardo Pérez          | Juan José Alonso         | BMW 320                   | España      |
| 1981   | 8.º Rally Maspalomas   | Jorge de Bagration     | Víctor Sabater           | Lancia Stratos            | España, ERC |
| 1982   | 9.º Rally Maspalomas   | Carlos A. Lamberti     | José Sarmiento           | Opel Ascona 2.0 SR        | España      |
| 1983   | 10.º Rally Maspalomas  | Santiago Álvarez       | Carlos León              | Renault 5 Turbo           |             |
| 1984   | 11.º Rally Maspalomas  | Carlos A. Lamberti     | José Sarmiento           | Opel Ascona 400           |             |
| 1985   | 12.º Rally Maspalomas  | Carlos A. Lamberti     | José Sarmiento           | Opel Manta 400            |             |
| 1986   | 13.º Rally Maspalomas  | Medardo Pérez          | Juan J. Alonso           | Lancia Rally 037          |             |
| 1987   | 14.º Rally Maspalomas  | Medardo Pérez          | Vicente Travieso         | Lancia Rally 037          |             |
| 1988   | 15.º Rally Maspalomas  | José M. Ponce          | Antonio Sarmiento        | BMW M3                    | Copa        |
| 1989   | 16.º Rally Maspalomas  | José M. Ponce          | Gaspar León              | BMW M3                    | Copa        |
| 1990   | 17.º Rally Maspalomas  | José M. Ponce          | Gaspar León              | BMW M3                    |             |
| 1991   | 18.º Rally Maspalomas  | José M. Ponce          | José Carlos Déniz        | BMW M3                    |             |
| 1992   | 19.º Rally Maspalomas  | Luis Monzón            | José M. Rodríguez        | Lancia Delta HF Integrale |             |
| 1993   | 20.º Rally Maspalomas  | José M. Ponce          | Gaspar León              | Ford Escort RS Cosworth   |             |
| 1994   | 21.º Rally Maspalomas  | Luis Monzón            | José M. Rodríguez        | Ford Escort RS Cosworth   |             |
| 1995   | 22.º Rally Maspalomas  | Carlos A. Lamberti     | Nacer Ghuneim            | Nissan Pulsar Gti-R       |             |
| 1996   | 23.º Rally Maspalomas  | Gregorio Picar         | Víctor Pérez             | Ford Escort RS Cosworth   |             |
| 1997   | 24.º Rally Maspalomas  | Gregorio Picar         | Víctor Pérez             | Ford Escort WRC           |             |
| 1998   | 25.º Rally Maspalomas  | Antonio Ponce          | Sebastián García         | Citroën ZX Kit Car        |             |
| 1999   | 26.º Rally Maspalomas  | José M. Ponce          | Carlos Larrodé           | Peugeot 306 Maxi Kit Car  |             |
| 2000   | 27.º Rally Maspalomas  | Manuel Mesa            | Domingo de Paz           | Peugeot 306 Maxi Kit Car  |             |
| 2001   | 28.º Rally Maspalomas  | José M. Ponce          | Cados Larrodé            | Peugeot 306 Maxi Kit Car  |             |
| 2002   | 29.º Rally Maspalomas  | Flavio Alonso          | Vidal Arencibia          | SEAT Córdoba WRC          |             |
| 2003   | 30.º Rally Maspalomas  | Antonio Ponce          | Oliver Alonso            | Škoda Octavia Kit Car     |             |
| 2004   | 31.er Rally Maspalomas | Antonio Ponce          | Rubén González           | Škoda Octavia Kit Car     |             |
| 2005   | 32.º Rally Maspalomas  | Antonio Ponce          | Rubén González           | Škoda Octavia Kit Car     |             |
| 2006   | 33.º Rally Maspalomas  | David García Mastaglio | Bernardino Guerra        | Peugeot 306 Maxi          |             |
| 2007   | 34.º Rally Maspalomas  | Armide Martin          | Carlos Del Barrio        | Ferrari 360 Rally         |             |
| 2008   | 35.º Rally Maspalomas  | Alfonso Viera          | Víctor Pérez             | Ford Focus RS WRC         |             |
| 2009   | 36.º Rally Maspalomas  | Alfonso Viera          | Víctor Pérez             | Ford Focus RS WRC         |             |
| 2010   | 37.º Rally Maspalomas  | Alfonso Viera          | Víctor Pérez             | Porsche 911 GT3           |             |
| 2011   | 38.º Rally Maspalomas  | Antonio Ponce          | Rubén González           | Škoda Fabia WRC           |             |
| 2012   | 39.º Rally Maspalomas  | Alfonso Viera          | Víctor Pérez             | Porsche 997 GT3           |             |
| 2013   | 40.º Rally Maspalomas  | Miguel Cabral          | Jacob Páez               | Mitsubishi Lancer Evo VI  |             |
| 2014   | 41.º Rally Maspalomas  | José M. Ponce          | Cados Larrodé            | BMW M3                    |             |
| 2015   | 42.º Rally Maspalomas  | Vicente Bolaños        | Magnolia Herrera         | Mitsubishi Lancer Evo IX  |             |
| 2016   | 43.º Rally Maspalomas  | Armide Martín          | Eduardo González Delgado | Porsche 997 GT3 RS 3.6    |             |
| 2017   | 44.º Rally Maspalomas  | Iván Armas             | Ruperto Ramos            | Porsche 997 GT3 RS 3.6    |             |
| 2018   | 45.º Rally Maspalomas  | Enrique Cruz           | Yeray Mújica             | Porsche 997 GT3 RS 3.8    |             |
| 2019   | 46.º Rally Maspalomas  | Yeray Lemes            | Daniel Rosario           | Hyundai i20 R5            |             |
| 2020   | 47.º Rally Maspalomas  | Yeray Lemes            | Rogelio Peñate           | Hyundai i20 R5            |             |
| 2021   | 48.º Rally Maspalomas  | Iván Armas             | Iván Armas González      | Porsche 997 GT3 RS 3.8    |             |
| 2022   | 49.º Rally Maspalomas  | Antonio Ponce          | Pedro J. Domínguez       | Hyundai i20 R5            |             |
| Fuente |                        |                        |                          |                           |             |